# Résolution 1887 du Conseil de sécurité des Nations unies
Membres permanents
- Chine
- États-Unis
- France
- Royaume-Uni
- Russie

Membres non permanents
- Autriche
- Burkina Faso
- Costa Rica
- Croatie
- Japon
- Libye
- Mexique
- Turquie
- Ouganda
- Viet Nam

Résolution no 1886 Résolution no 1888
Avec la résolution 1887 du Conseil de sécurité des Nations unies, adoptée à l'unanimité le 24 septembre 2009, le Conseil a examiné la non-prolifération et la prévention de la propagation des armes de destruction massive dans le monde.

## Détails
Avec cette résolution, le Conseil cherche « un monde plus sûr pour tous et crée les conditions d’un monde sans armes nucléaires, conformément aux objectifs du Traité sur la non-prolifération des armes nucléaires (TNP), de manière à promouvoir la stabilité et basée sur le principe de la sécurité non diminuée pour tous. ». Il appelle tous les pays à respecter leurs obligations en vertu du TNP, y compris la coopération avec l’Agence internationale de l’énergie atomique, et les pays à mettre en place des mesures visant à réduire les armes nucléaires.

## Adoption
Le Conseil a adopté à l'unanimité la résolution. À l'exception de la Libye, tous les membres étaient représentés par leur chef d'État ou de gouvernement. La réunion était présidée par le président américain Barack Obama.